# لمیت
لمیت (به انگلیسی: Lamyat) یک روستا و محله مدنی در بریتانیا است که در مندیپ واقع شده‌است. لمیت ۱۸۳ نفر جمعیت دارد.